# Marea Enciclopedie Sovietică

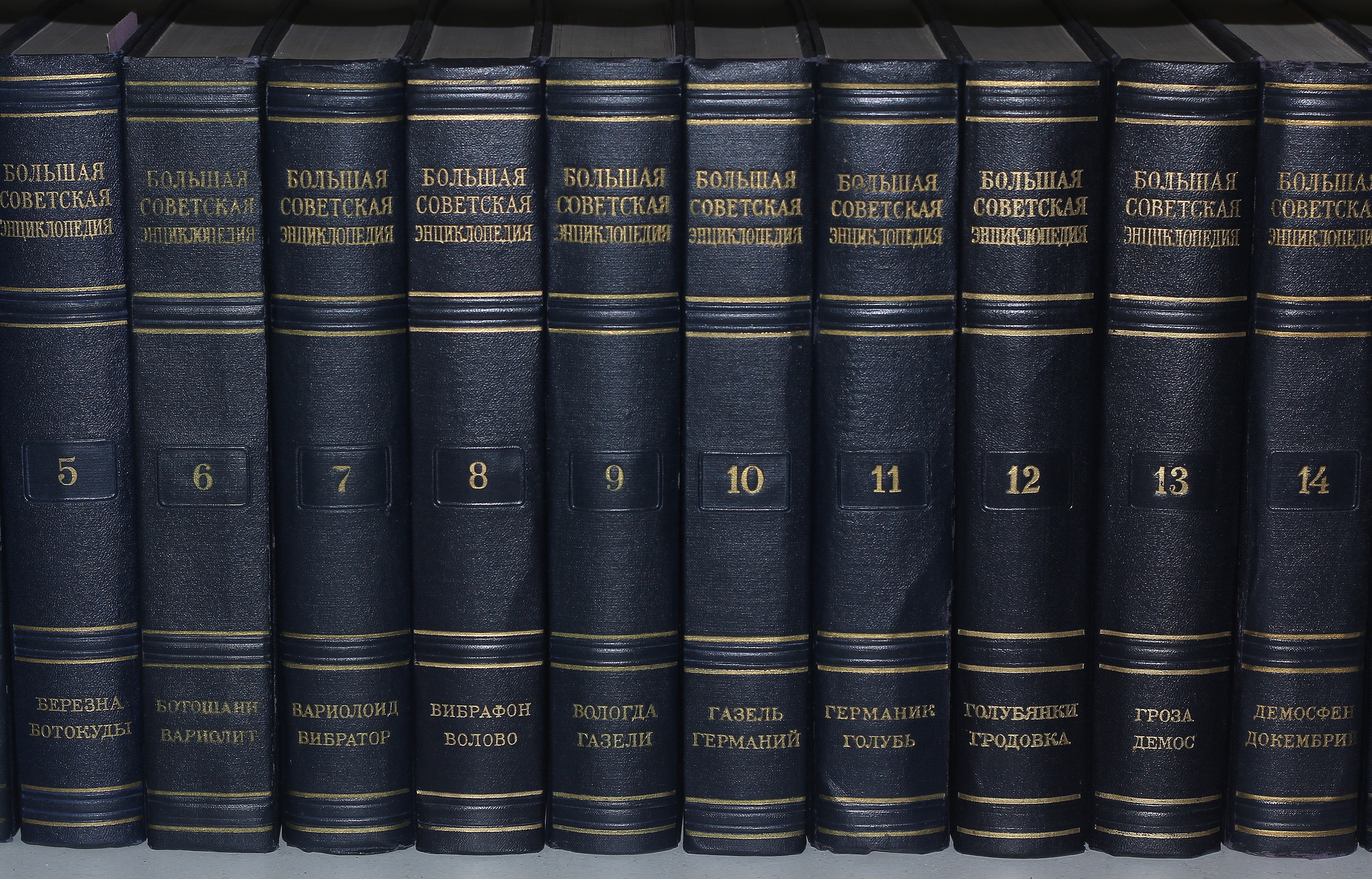
Volume ale enciclopediei

Marea Enciclopedie Sovietică (în rusă Большая советская энциклопедия, transliterat: Bolșaia sovetskaia ențiklopedia, abr.:БСЭ) este una dintre cele mai mari enciclopedii publicate vreodată în limba rusă, tipărită de statul sovietic din 1926 până în 1990.
Inițial a fost tipărită de o fostă tipografie sovietică care avea singura sarcină de a publica această enciclopedie, editura ce se numea simplu: Sovețkaia Ențiklopedia (Enciclopedia sovietică). Articolele enciclopediei aveau o puternică tentă marxist-leninistă, datorită ideologiei de stat sovietice.